# 教会学校

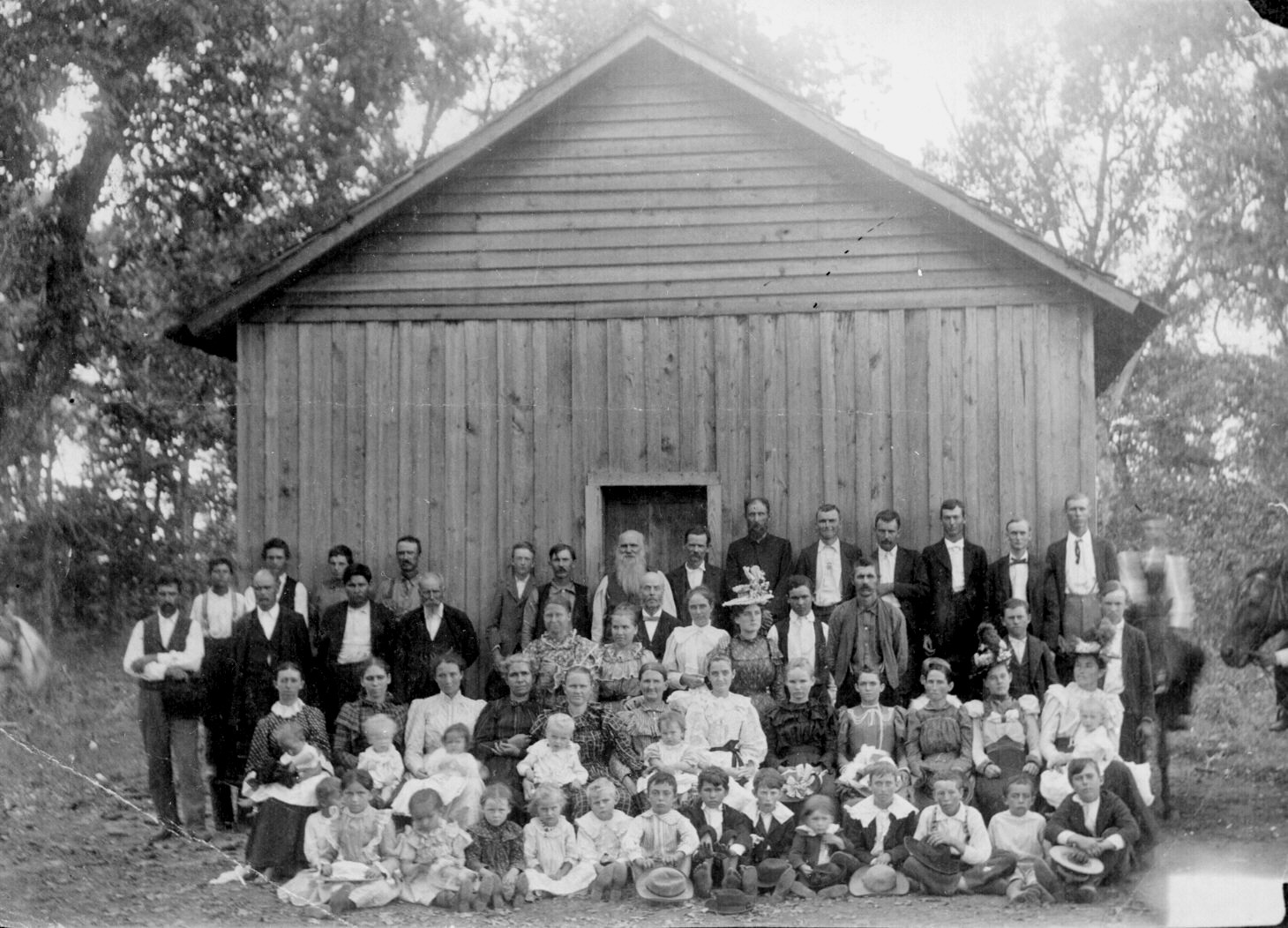
1900年頃の教会学校。ネイティブアメリカンと白人達。オクラホマ州インディアン・テリトリーにて。

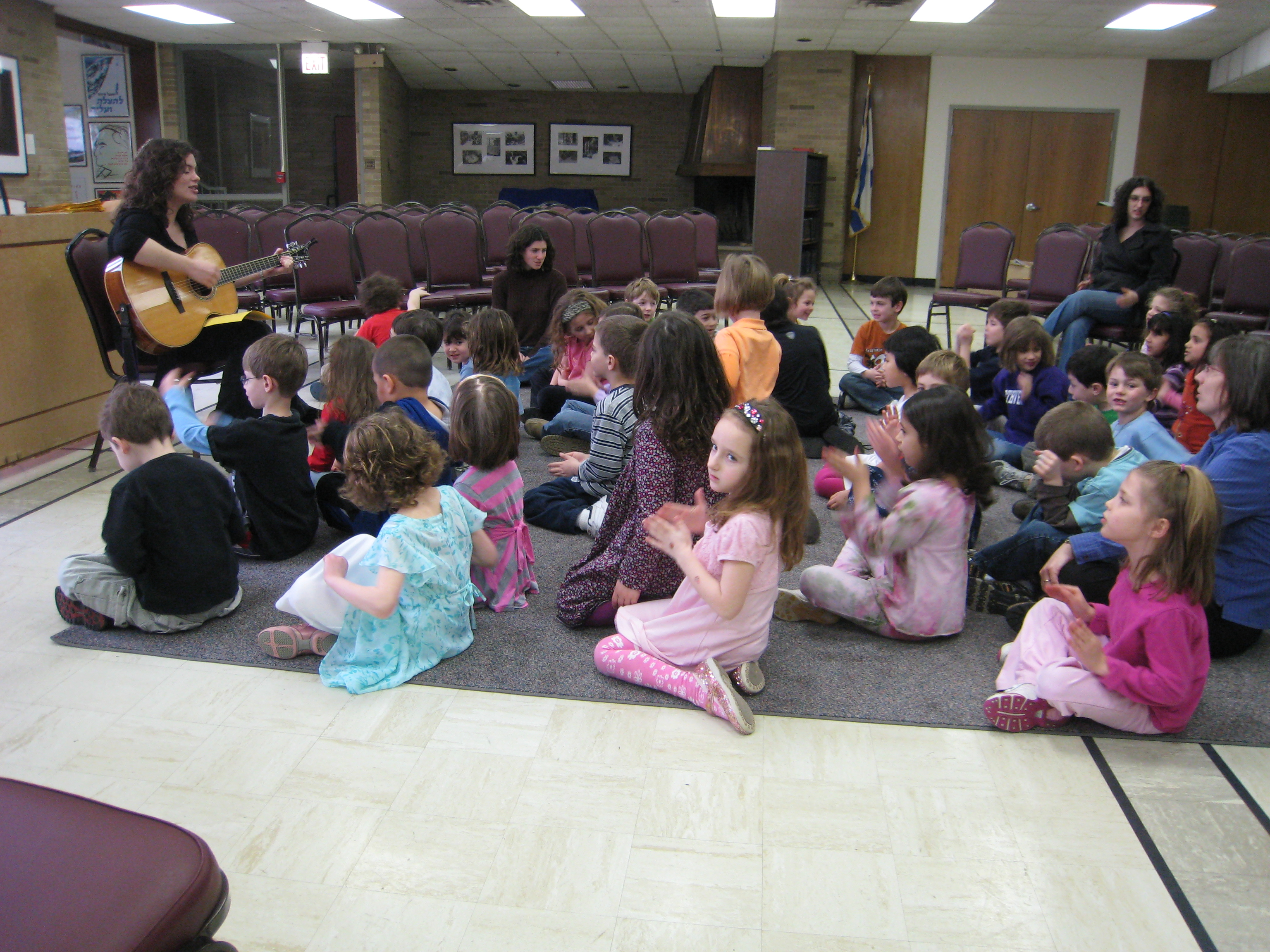
2008年の教会学校。イリノイ州シカゴにて。

教会学校（きょうかいがっこう）、日曜学校（にちようがっこう）は、キリスト教教会・仏教寺院が日曜日などに幼児や児童を集めて行う教育活動で後にそれぞれキリスト教会・仏教の各宗派が採用し普及した。

## キリスト教教育
1780年、イギリスのロバート・レイクスが個人的に宗教教育・道徳教育を施したのが起源である。プロテスタントと正教会においては、現在は救世軍など一部を除いて「教会学校」（チャーチスクール：church school 略してCS）と称されるのが一般的である。カトリック教会では現在でも日曜学校の名が一般に用いられる。セブンスデー・アドベンチスト教会（SDA教会）は土曜日（安息日）に行うため「安息日学校｣と称している。
バプテストやSDA、ホーリネスなど一部の教派では成人に対しても行なわれている。
児童向けの内容は、教派内の成人の監督のもと、聖書や教会に関係のある絵や工作を作る、賛美歌（主に児童向けのもの）を歌う、子供用に書き直した聖書の物語を聞くなどの活動を行うものが多い。中学生以上を対象とするものについては、通常の聖書を使い短い説教や証を行なう。これを成人向けの早朝礼拝として扱う教会もある。
日本のエキュメニカル派、リベラル派においては、布教・伝道のため、また少子化で信徒の子どもが少ないため、一般人が気軽に足を運び易いよう七夕やハロウィン、七五三（幼児祝福として行われる）、節分、節句（こどもの日や雛祭り）など他宗教に由来する行事を一見宗教性が見られないとみなして、行事を行う教会も数多く存在する。一方、福音派では、これらの行事は異教の偶像崇拝として異端視されることがある。読み書きの勉強やキャンプ等の野外活動はいずれの教派でもなされる。
教団によっては教会学校指導の専門職「キリスト教教育主事」を置く場合もある。日本基督教団では聖和大学や青山学院大学で主事の養成がなされていたが、2013年からは幼稚園教諭や保育士養成機関である教団関係学校や教団立（東京神学大学）ならびに教団認可神学校（同志社大学神学部・関西学院大学神学部、日本聖書神学校、農村伝道神学校、東京聖書学校）での単位取得によって受験資格を与える制度へと転換された。
1982年に日曜日授業参観よりも教会学校を優先したことで欠席処分となったことについて民事裁判になったこともある（日曜日授業参観事件）。

## オルタナティブ教育
「チャーチスクール」という言葉は、進化論や同性愛など一般的な学校のカリキュラムに賛同できない者が、一般校の代わりに教会付属の学校で異なる方針の教育を受けるオルタナティブ教育の場を指す場合もある。ホームスクーリングという形態もある。

## 仏教の日曜学校
日本の仏教においては中世における子供の教育を担ってきた寺子屋が発祥とされており、現在でもその流れを組んだ状況である。宗派ごとそれぞれ仏のみ教えを広め近年学校では失われつつある子供の道徳教育を行っている。
それぞれの宗派により内容は異なるものの、主に主催となる寺院に子供達を集め釈迦・如来などの教えを子供に広める事を目的としている。
対象となる児童は檀家・門徒・信徒の子供などであるが、寺院の息子・娘の同級生等が集まる事もある。
浄土真宗等では近年従来から存在していた日曜学校を拡充したキッズサンガという活動を行っており、広義には日曜学校の一部とされる。各寺院においては日曜学校・キッズサンガの他にサマースクールと呼ばれる夏休みの宿泊型イベントが行われる。